# Ménoua
Ménoua är ett vattendrag i Kamerun.   Det ligger i regionen Västra regionen, i den västra delen av landet, 230 km nordväst om huvudstaden Yaoundé.